# Грин, Альфред
Альфред Эдвард Грин (англ. Alfred Edward Green; 11 июля 1889, Перрис, Калифорния — 4 сентября 1960, Голливуд, Лос-Анджелес) — американский кинорежиссёр.

## Биография
Альфред Грин пришёл в киноиндустрию в 1912 году в качестве актёра кинокомпании Selig Polyscope. Стал помощником режиссёра Колина Кэмпбелла. Затем он был режиссёром короткометражных фильмов, с 1917 года начал снимать полнометражные кинофильмы.
За свою долгую карьеру, длившуюся до 1954 года, в фильмах Гринах снялись такие звёзды как Мэри Пикфорд, Уоллес Рид и Коллин Мур. В фильме «Элла Синдерс» 1926 года, режиссёром которого он был, снялся в роли режиссёра. В 1935 году Грин снял фильм «Опасная» с Бетт Дейвис в главной роли, который получил премию «Оскар» за лучшую женскую роль. Намного позже вышел хит «История Джолсона» (1946) и вестерн «Четверо на Запад» (1948). После ухода из кино снял несколько эпизодов в телевизионных сериалах.
Альфред Грин был женат на актрисе немого кино Вивиан Рид. У них было трое детей, Дуглас Грин, Хилтон Грин, и Маршалл Грин, все трое были помощниками режиссёра.
Альфред Грин имеет звезду на голливудской «Аллее славы».

## Частичная фильмография
- 1916 — Искушение Адама / англ. The Temptation of Adam
- 1916 — Кризис (актёр) / англ. The Crysis
- 1917 — Маленькая Потерянная сестра / англ. Little Lost Sister
- 1919 — Непростительный грех[англ.]
- 1920 — Шёлковые мужья и ситцевые жёны[англ.]
- 1921 — Маленький лорд Фаунтлерой
- 1921 — С чёрного хода
- 1922 — Изгоняющий призраков
- 1922 — Дорогая
- 1922 — Папа-холостяк (англ. The Bachelor Daddy)
- 1924 — Инес из Голливуда
- 1924 — В Голливуде с Поташем и Перлмуттером (англ. In Hollywood with Potash and Perlmutter)
- 1925 — Салли
- 1925 — Болтун
- 1925 — Человек, нашедший себя[англ.]
- 1926 — Девушка с Монмартра
- 1926 — Ирэн / англ. Irene
- 1926 — Элла Синдерс / англ. Ella Cinders
- 1926 — Это должна быть любовь
- 1926 — Дамы в игре
- 1927 — Аукционист
- 1927 — Это так? / англ. Is Zat So?
- 1927 — Разыскиваются две девушки / англ. Two Girls Wanted
- 1927 — Приходите в мой дом
- 1928 — Связан честью / англ. Honor Bound
- 1929 — Создание класса
- 1929 — Дизраэли
- 1930 — Зелёная богиня
- 1930 — Человек из Бланки / англ. The Man from Blankley’s
- 1930 — Милая Китти Бэллерс
- 1930 — Староанглийский
- 1931 — Мужчины Неба / англ. Men of the Sky
- 1931 — Умные деньги / англ. Smart Money
- 1931 — Дорога в Сингапур
- 1932 — Объединённое депо / англ. Union Depot
- 1932 — Трудно быть известным
- 1932 — Богатые всегда с нами
- 1932 — Тёмная лошадка / англ. Dark Horse
- 1932 — Серебряный доллар
- 1933 — Дорога открыта снова
- 1933 — Прыгун с парашютом / англ. Parachute Jumper
- 1933 — Мордашка
- 1933 — Центральный аэропорт (нет в титрах)
- 1933 — Малый уголок
- 1933 — Я любил женщину / англ. I loved a Woman
- 1934 — Тёмная опасность / англ. Dark Hazard
- 1934 — Поскольку Земля вращается
- 1934 — Веселые Фринки
- 1934 — Боковые улицы
- 1934 — Домохозяйка / англ. Housewife
- 1934 — Потерянная Леди / англ. A Lost Lady
- 1934 — Джентльменами рождаются
- 1935 — Приятная музыка / англ. Sweet Music
- 1935 — Девушка с 10-й авеню
- 1935 — За романтику / англ. Here's to Romance
- 1935 — Гусь и Гусак
- 1935 — Опасная / Dangerous
- 1936 — Коллин
- 1936 — Золотая стрела
- 1936 — Они встретились в такси
- 1936 — Двое в толпе
- 1936 — Больше, чем секретарь
- 1937 — Лига перепуганных мужчин
- 1937 — Чистокровки не плачут
- 1937 — Давай поженимся
- 1937 — Мистер Додд выходит в эфир / англ. Mr. Dodd Takes the Air
- 1939 — Король Дёрна
- 1939 — Дело об убийстве Грейси Аллен
- 1939 — 20000 человек в год
- 1940 — Текучее золото
- 1940 — К югу от Паго — Паго
- 1940 — К востоку от реки
- 1940 — Стреляющий высоко
- 1941 — Бесплодные земли Дакоты
- 1942 — Знакомьтесь, Стюарты
- 1942 — Мэр 44—й улицы
- 1943 — Назначение в Берлине
- 1944 — Господин Винкл идёт на войну
- 1945 — Тысяча и одна ночь
- 1946 — Гудроны и лонжероны / англ. Tars and Spars
- 1946 — История Джолсона
- 1947 — Сказочные Дорси
- 1947 — Копакабана
- 1948 — Четыре Лица Запада
- 1948 — Девушка с Манхэттена
- 1949 — Концы в воду / англ. Cover-Up
- 1950 — англ. Sierra
- 1950 — История Джеки Робинсона
- 1951 — Две девушки и парень
- 1952 — Вторжение США
- 1953 — Парижская Модель
- 1953 — история Эдди Кантора
- 1954 — Лучший банан / англ. Top Banana